# ギブソン・テクノロジー

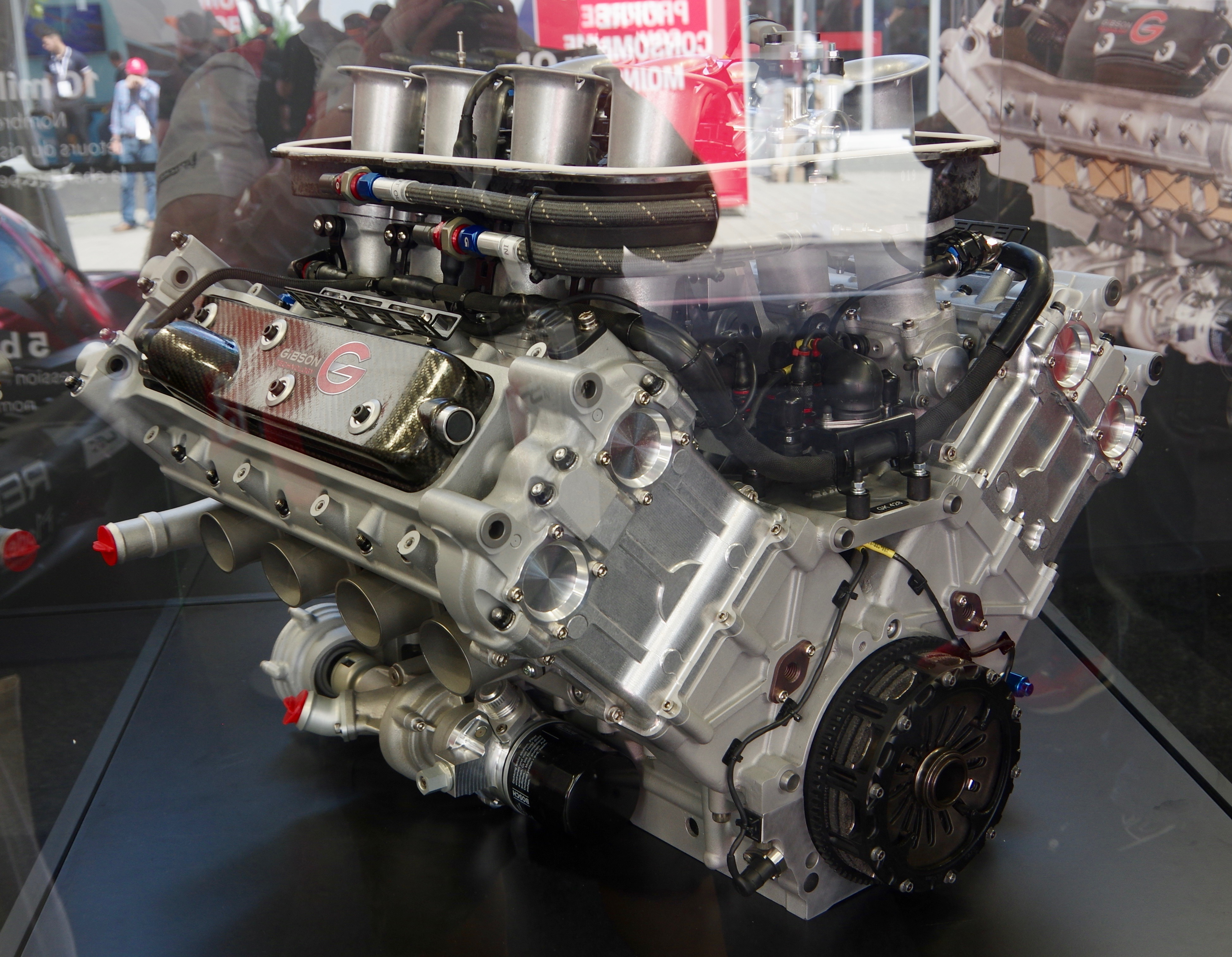
ギブソン・テクノロジー GL458

ギブソン・テクノロジー（Gibson Technology ）は、イギリスのモータースポーツ関連企業。独自のレーシングカー、レース用エンジン開発も手がける（レーシングカーコンストラクター）。
旧グループ名は、ザイテック・グループ（Zytek Group）。本記事では、ザイテック時代についても取り上げる。

## 概要
1981年に、元ルーカス・エレクトロニクス（イギリスの自動車部品メーカー）のエンジニアだったビル・ギブソン（Bill Gibson）が独立して創業。会社組織としては「ザイテック・オートモーティヴ (Zytek Automotive) 」と「ザイテック・エンジニアリング (Zytek Engineering) 」という2つの部門に分かれており、日本ではどちらかと言えば後者が有名。

### ザイテック・オートモーティヴ
設立当初から手がけるエンジンコントロールユニット（ECU）の開発・供給を始め、電気自動車向けのモーター（エンジン）や、F1で使われる運動エネルギー回収システム（KERS）などの開発を手がける。過去にはジャガー・XJ220など多くのスポーツカーで同社のECUが採用された実績がある。またKERSはF1の2009年シーズンにマクラーレン・MP4-24に搭載されて実戦投入されている。
2014年にドイツのタイヤ及び自動車部品メーカーのコンチネンタルに買収され、現在に至る。

### ザイテック・エンジニアリング

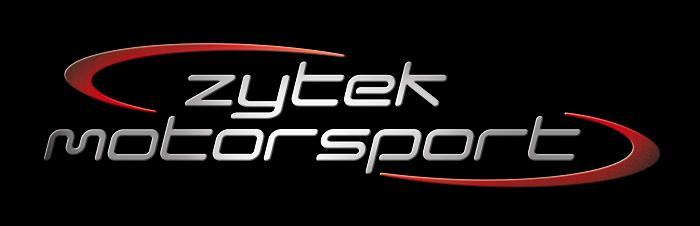

1983年に、当時F1に参戦していたトールマンチームが使用するハートエンジンのECUとして同社のECUが採用されたことで、モータースポーツの世界に参入。その後当時の国際F3000選手権向けにECUの供給などを手がけた後、1996年にはジャッドと組んで国際F3000用のワンメイクエンジン（ジャッドKV）の供給を担当する（2004年まで）。
2002年には、同年に倒産したレイナードから当時同社が開発中だったマシンのうち数台の設計データを譲り受け、その設計を元に2004年に独自のスポーツカーとして「ザイテック・04S」を開発し、ル・マン耐久シリーズ、ル・マン24時間レースに参戦を開始した（エンジンも独自開発）。2009年にはジネッタと共同でジネッタ-ザイテック・GZ09Sを開発。ルマン・シリーズのLMP1,2両クラスに参戦、LMP2クラスで2勝し、ドライバー、チームのダブルタイトルを獲得した。
2005年から2008年にかけてはA1グランプリ向けにエンジン供給を行っていたほか（このエンジンはAuto GPでも使用されている）、2008年からはフォーミュラ・ニッポン用マシン（ローラ・B06/51）向けに同社製のセミオートマチックギアシフトシステム（EGS：Electrically-assisted Gearshift System）の供給を開始。マシンがスウィフト・017.nに切り替わった2009年以降も継続して使用されているほか、2009年から2013年までSUPER GT・GT500クラスでも同一のシステムが採用された。
2011年からはNISMOと組み、NISMOが開発したレース用のVK45DEエンジンの欧州における販売及びメンテナンスを担当した。同年、LMP2カーのザイテック・Z11SNを開発した。2011年ル・マン・シリーズとル・マン24時間レースのLMP2クラスで、グリーヴス・モータースポーツがクラス優勝を果たした。2014年はJotaスポーツがル・マン24時間レースにZ11SNで参戦し、クラス優勝を果たした。
2014年10月1日より ギブソン・テクノロジー（Gibson Technology ）と改称された。

## ギブソン・テクノロジー
2017年から導入されたLMP2規定でのエンジンサプライヤーは、ギブソン・テクノロジー製GK428のワンメイクとなった。
2018年、LMP1エンジンであるGL458が、レベリオン・レーシングのR13、BRエンジニアリングのBR1、2019年からバイコレスのCLM P1/01、2023年からバイコレスのヴァンウォール・ヴァンダーヴェル 680に搭載された。